# Rovine del castello di Rosenburg
Le rovine del castello di Rosenburg sono un castello in rovina situato a ovest di Herisau nel Canton Appenzello Esterno in Svizzera. È classificato dal governo svizzero come bene culturale di importanza nazionale. Poiché il castello si trova sul Ramsenstock (926 m) è chiamato anche Ramsenburg.

## Storia
Nel 1176 la famiglia nobile dei Rorschach figura per la prima volta nei documenti storici come cavalieri al servizio dell'abate di San Gallo. Nel corso dei secoli successivi questa famiglia possedette numerosi castelli e produsse varie discendenze che utilizzavano tutte un cespuglio di rose incluso nel loro stemma. Intorno al 1200 costruirono due castelli vicino a Herisau, uno chiamato Rosenberg, l'altro Rosenburg, distanti circa 2,3 km l'uno dall'altro. Il castello di Rosenberg si trovava a nord di Herisau.
Nel 1270 fu menzionato in riferimento a Rosenburg un discendente dei Rorschach, Egilolve von Rosinburc. Il castello stesso fu citato cinque anni dopo, in relazione alla distruzione del castello di Urstein. Il castello era più piccolo di quello di Rosenberg. Secondo la cronaca del XIV secolo di Johannes di Winterthur (Johannes Vitoduranus), i due fratelli Rosenburg, entrambi di nome Rudolf, non abitavano più nel castello: un contadino si occupò della gestione per conto loro. La cronaca racconta che una coppia di cavalieri e i loro servi entrarono nel castello per scacciare il contadino e prenderselo per sè. Tuttavia, il contadino li sorprese e uccise entrambi i cavalieri nel castello e poi i loro servi nelle stalle.
Nel 1350 i due Rodolfo promisero al cugino Eglolf von Rosenberg di non attaccare né danneggiare il castello di Rosenberg. In cambio promise loro di donare dopo la sua morte i possedimenti dei Rosenberg a Herisau. Nel 1396 vendettero i possedimenti di Herisau all'abbazia di San Gallo, ma mantennero la proprietà del castello. Tuttavia, nel 1403 durante le guerre di Appenzello, il castello fu attaccato e bruciato dagli Appenzellesi che si erano ribellati all'abate. Nel 1466 il castello in rovina divenne proprietà dell'Abbazia, dove rimase fino ai moti della Repubblica Elvetica e all'Atto di Mediazione del 1803. Le rovine furono cedute al Canton San Gallo, che le vendette a Herisau il 2 febbraio 1809 per 440 fiorini. Le rovine furono scavate, stabilizzate e riparate nel 1936-1937.

## Sito del castello
La torre del XIII secolo è di 9,7 m per 9,9 m, con pareti fino a 2,9 m. L'ingresso alla torre si trova a circa 4,4 metri dal suolo. Sul lato ovest della torre si trovano le rovine del castello principale risalente alla fine del XIII o all'inizio del XIV secolo.